# USS Indianapolis (LCS-17)
El USS Indianapolis (LCS-17) de la Armada de los Estados Unidos es un buque de combate litoral de la clase Freedom. Fue colocada su quilla en 2016, botado en 2018 y asignado en 2019. Su nombre honra a Indianápolis, ciudad de Indiana. Será descomisionado en 2023.

## Historia
Fue puesto en gradas por el Fincantieri Marinette Marine de Marinette, Wisconsin; el 19 de julio de 2016; bautizado y botado el 14 de abril de 2018; y comisionado el 26 de octubre de 2019 en la Naval Air Station, Key West, Florida. Su destino es el LCS Squadron 2 en la Mayport Naval Station, Florida.
En 2022 la marina anunció la baja de todos los LCS de la clase Freedom en 2023, incluyendo al Indianapolis.